# Villamantilla
Villamantilla ist eine zentralspanische Gemeinde (municipio) mit 1.624 Einwohnern (Stand: 2024) im Westen der Autonomen Gemeinschaft Madrid. 

## Lage
Villamantilla liegt im Westen der Gemeinschaft Madrid ca. 45 km westsüdwestlich von Madrid. Der Río Perales begrenzt die Gemeinde im Westen und Nordwesten.

## Bevölkerungsentwicklung
| 1930 | 1950 | 1970 | 1981 | 1991 | 2001 | 2011 | 2021 |
| ---- | ---- | ---- | ---- | ---- | ---- | ---- | ---- |
| 533  | 512  | 316  | 291  | 299  | 372  | 1089 | 1514 |

## Sehenswürdigkeiten
- Michaeliskirche (Iglesia de San Miguel Arcángel)
- Einsiedelei
- Rathaus

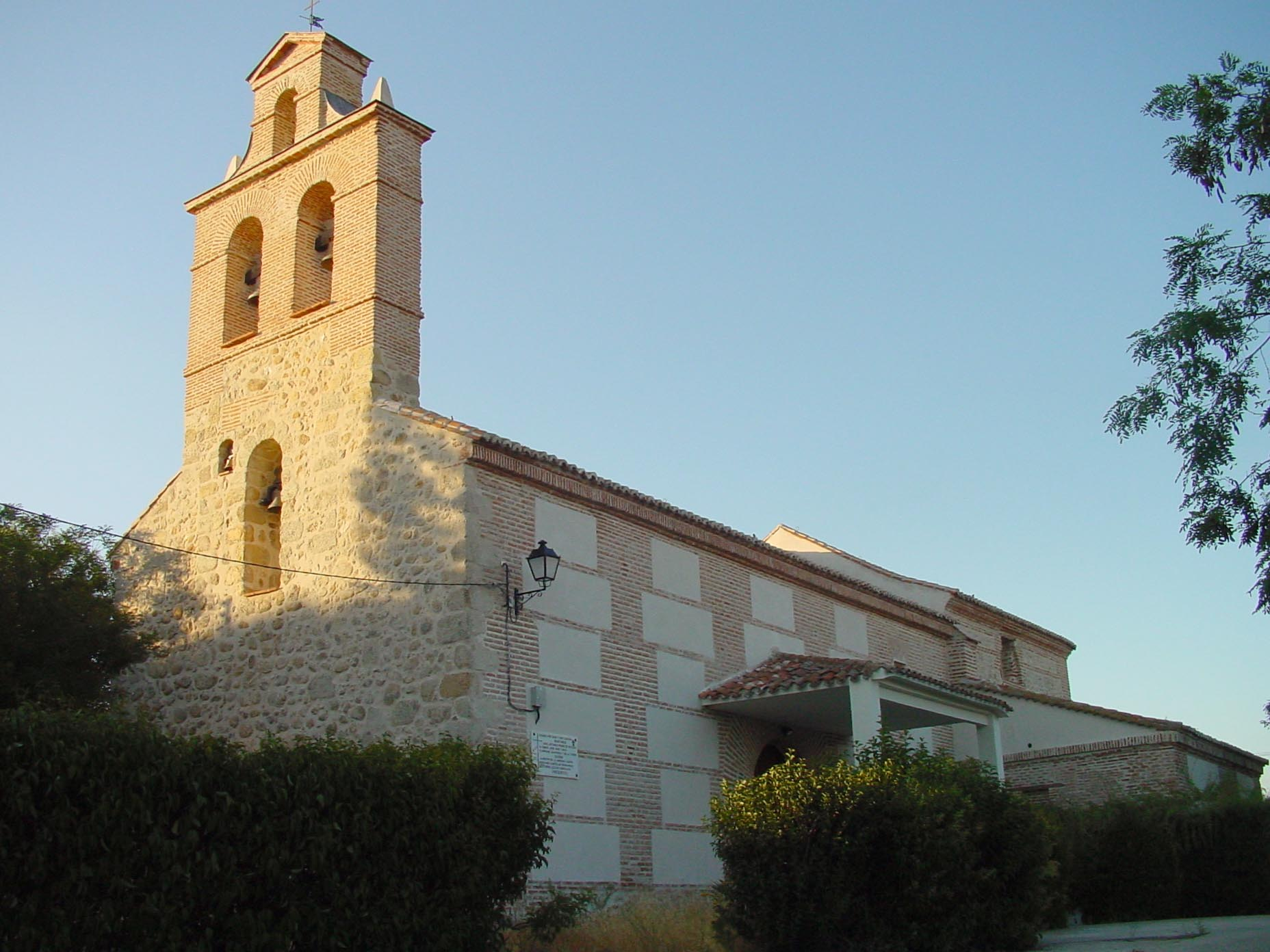
Michaeliskirche
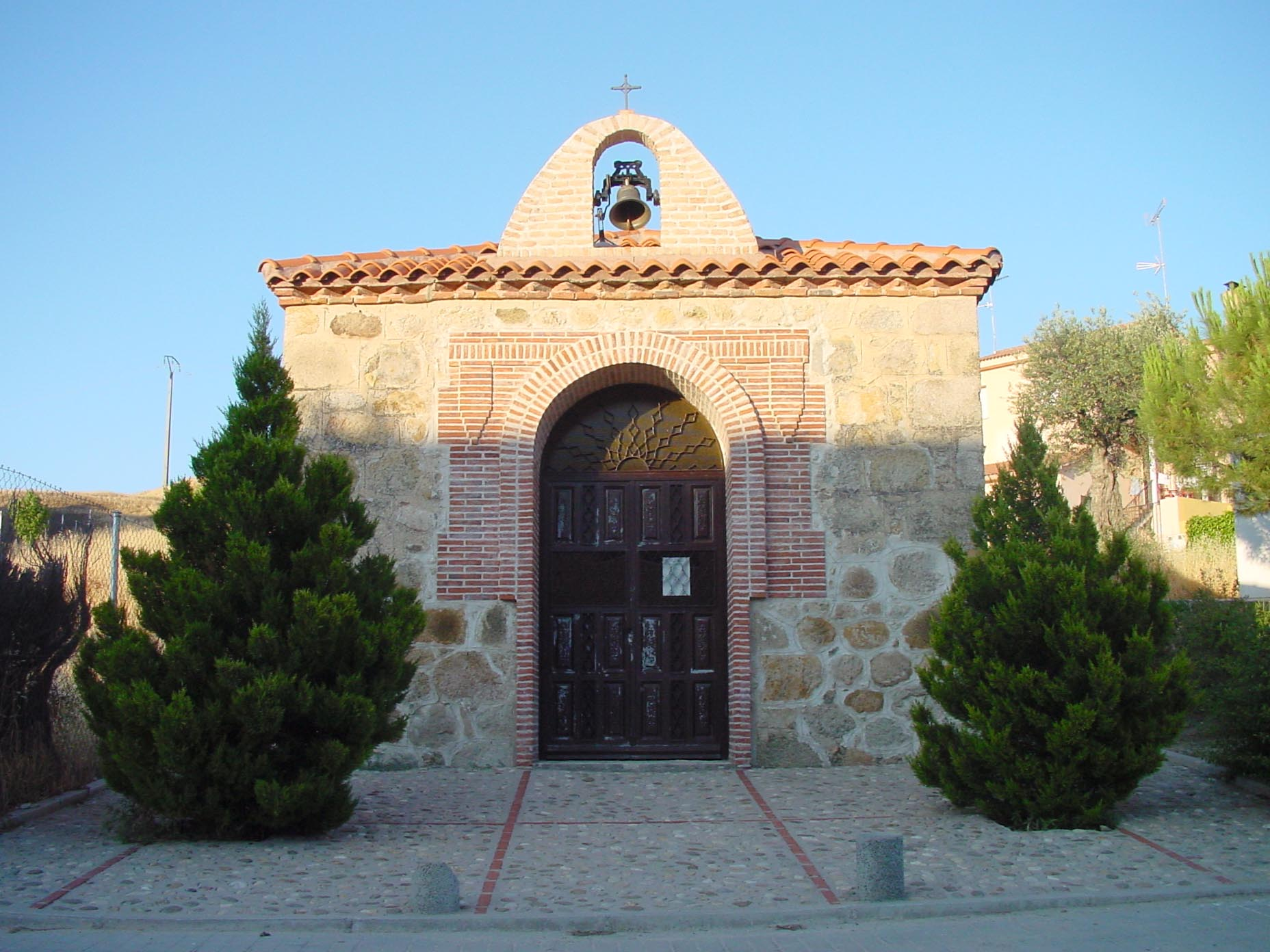
Einsiedelei